# جاناتان ایوانف
جاناتان ایوانف (انگلیسی: Jonathan Ivanoff؛ زادهٔ ۱۴ مهٔ ۱۹۸۹) بازیکن فوتبال اهل آرژانتین است.